# Centrale thermique de Callide
La centrale thermique de Callide est une centrale thermique au Queensland en Australie.